# Hyperbolická geometrie

Trojúhelník a dvě rovnoběžky na hyperbolickém paraboloidu

V matematice je hyperbolická geometrie (nebo také geometrie Lobačevského) neeukleidovskou geometrií, což znamená, že nesplňuje pátý Eukleidův postulát (o rovnoběžkách). Ten říká, že v dvourozměrném prostoru pro přímku l a bod P ležící mimo ni existuje právě jedna přímka, která bodem P prochází a zároveň neprotíná l; neboli je rovnoběžná s l. V hyperbolické geometrii takové přímky existují alespoň dvě, takže tento postulát zde neplatí.
Hyperbolická geometrie se dá zkonstruovat axiomaticky, ale je také možné udělat její model zadáním jisté metriky na hladké varietě. Existence hyperbolické geometrie implikuje nezávislost postulátu o rovnoběžkách na ostatních Eukleidových postulátech. Lokálně se dá hyperbolická geometrie modelovat na části plochy, která má zápornou Gaussovu křivost, např. jednodílného hyperboloidu nebo hyperbolického paraboloidu.
Charakteristickou vlastností hyperbolické geometrie je, že součet vnitřních úhlů každého trojúhelníku v této geometrii je menší než 180°. Součet vnitřních úhlů trojúhelníka může být libovolně malý.